# Port lotniczy Megiddo
Port lotniczy Megiddo (IATA: ICAO: LLMG) – niewielkie lotnisko położone w Dolinie Jezreel na północy Izraela. Leży przy kibucu Megiddo i sąsiedniego stanowiska archeologicznego Megiddo, od którego wzięło swoją nazwę. Lotnisko jest wykorzystywane do lotów niewielkich prywatnych samolotów i nauki latania.

## Położenie
Lotnisko jest położone w centralnej części Doliny Jezreel w Dolnej Galilei. Leży 4 km na południowy zachód od miasta Afula i 4 km na północny zachód od kibucu Megiddo.

## Historia
Pierwotnie znajdowała się tutaj brytyjska baza lotnicza RAF Megiddo. Powstała ona podczas II wojny światowej w 1942 roku i służyła jako lotnisko pomocnicze pobliskiej baza lotnicza RAF Ramat Dawid. W jej sąsiedztwie powstały koszary z magazynami wojskowymi (obecnie baza wojskowa Amos). Po powstaniu w maju 1948 roku niepodległego państwa Izrael, tutejsze bazy wojskowe przejęły Siły Obronne Izraela.
Po 1948 roku znajdowała się tutaj baza lotnicza Sił Powietrznych Izraela, nazywana "Szachar 7". Tutejszy pas startowy pełnił przez długie lata funkcję rezerwowego lądowiska dla pobliskiej bazy lotniczej Ramat Dawid. Podczas wojny sześciodniowej w 1967 roku tutejsza bateria artylerii przeciwlotniczej zestrzeliła egipski samolot bombowy Tu-16, który rozbił się na sąsiednich polach. W latach 80. XX wieku nastąpiła likwidacja tutejszej bazy wojskowej, jednak sam pas startowy pozostał nadal sprawny. W dniu 11 października 1989 roku syryjski pilot wojskowy uciekł do Izraela, uprowadzając z sobą samolot myśliwski MiG-23MLD. Samolot ten wylądował właśnie na pasie startowym Megiddo. Później samolot był testowany przez Siły Powietrzne Izraela i obecnie znajduje się jako eksponat w Muzeum Izraelskich Sił Powietrznych przy bazie lotniczej Chacerim.
W kwietniu 2006 roku Samorząd Regionu Emek Jizre’el podjął decyzję o utworzeniu międzynarodowego portu lotniczego w Megiddo. W tym celu nawiązano współpracę z odpowiednimi instytucjami państwowymi i prywatnymi inwestorami. Teren nowego portu lotniczego ma zająć powierzchnię 100 ha, a planowany koszt budowy wyniesie 35 mln USD. Urzędnicy twierdzą, że lotnisko wpłynie na poprawę walorów turystycznych Doliny Jezreel i całej Galilei. Pomysł ten spotkał się jednak z protestami ekologów, którzy wskazali, że rozbudowa lotniska zniszczyłaby sąsiednie stanowiska zawilców. Spowodowało to wstrzymanie prac.

## Wykorzystanie
Obecnie lotnisko jest wykorzystywane jako baza szkoleniowa 505 Eskadry uczącej latania na szybowcach. Jest tu klub szybowcowy Hadaja Megiddo. Poza tym stacjonują tutaj samoloty rolnicze i niewielkie prywatne samoloty. Od 2011 roku jest tu także baza eskadry pożarniczej (Elad Riven). Dla potrzeb sąsiedniej bazy wojskowej Amos okazyjnie lądują tutaj śmigłowce wojskowe bądź lekkie samoloty sił powietrznych.

## Transport
W bezpośrednim sąsiedztwie bazy przebiega droga ekspresowa nr 65, która krzyżuje się z drogą nr 675.